# Michael Baumgartner
Michael James Baumgartner, né le 13 décembre 1975 à Pullman, est un homme politique américain. Membre du Parti républicain, il est élu de l'État de Washington à la Chambre des représentants des États-Unis depuis 2025.

## Biographie
Le 5 novembre 2024, il est élu représentant pour le cinquième district congressionnel de l'État de Washington en obtenant 60,6 %des voix face à la démocrate Carmela Conroy.